# Aloe fouriei
Aloe fouriei é uma espécie de liliopsida do gênero Aloe, pertencente à família Asphodelaceae.